# Eugenio Fasciotti
 (Torino, 5 marzo 1815 – Roma, 8 marzo 1898) è stato un prefetto, diplomatico e politico italiano.
Fu senatore del regno d'Italia nella XIII legislatura.